# سان چسارئو
سان چسارئو (به ایتالیایی: San Cesareo) یک کومونه در ایتالیا است که در استان رم واقع شده‌است. سان چسارئو ۲۳٫۶۴ کیلومتر مربع مساحت و ۱۴٬۹۳۲ نفر جمعیت دارد و ۳۱۲ متر بالاتر از سطح دریا واقع شده‌است.